# Айзенбах (Верхний Шварцвальд)
Айзенбах (нем. Eisenbach) — община в Германии, в земле Баден-Вюртемберг.
Подчиняется административному округу Фрайбург. Входит в состав района Брайсгау — Верхний Шварцвальд. Население составляет 2149 человек (на 31 декабря 2010 года). Занимает площадь 28,78 км².
Коммуна подразделяется на 4 сельских округа.